# Feldbahn Lilleskov Teglværk
| Lilleskov Teglværk |                     |                       |                       |
| Streckenlänge: | etwa 0,4 km         |                       |                       |
| Spurweite: | 600 mm (Schmalspur) |                       |                       |
| |                     |                       |                       |
| \| \| 0,0 \| Lilleskov Teglværk \| Lilleskov Teglværk \| \| \| ~0,4 \| Anschlüsse Lehmgruben \| Anschlüsse Lehmgruben \| |                     |                       |                       |
| Betriebsstelle Streckenanfang (Strecke außer Betrieb)                                                                    | 0,0                 | Lilleskov Teglværk    | Lilleskov Teglværk    |
| Betriebs-/Güterbahnhof Streckenende (Strecke außer Betrieb)                                                              | ~0,4                | Anschlüsse Lehmgruben | Anschlüsse Lehmgruben |

Die Feldbahn Lilleskov Teglværk ist eine schmalspurige Feldbahn der ehemaligen Ziegelei Lilleskov Teglværk im dänischen Ort Tommerup Stationsby in Assens Kommune auf der Insel Fünen. Sie ist seit der Betriebseinstellung der Ziegelei 1983 eine Museumsbahn.

## Foreningen Lilleskov Teglværk
Bereits in den 1970er Jahren hatte das dänische Nationalmuseum Pläne, die Ziegelei zu erhalten. Dafür war jedoch kein Geld vorhanden, weshalb die Pläne nicht weiter verfolgt wurden. Ortsansässige Bürger gründeten 1985 nach der Schließung der Fabrikation die Foreningen Lilleskov Teglværk, um die Anlagen zu erhalten und als Museum für die Ziegelherstellung, als Schmiedemuseum und für die Flachsverarbeitung zu nutzen. Im Museum ist ein lokales Kulturzentrum mit einem Café integriert, in dem Ausstellungen und Musikauftritte stattfinden.
Der Museumsverein betreibt neben der Draisinenbahn auf der ehemaligen Bahnstrecke Tommerup–Assens (Assensbane) auch die Feldbahn von der Ziegelei zur ehemaligen Lehmgrube.

## Betrieb
Die Lehmgrube lag etwa 500 Meter nördlich der Ziegelei und waren mit ihr mit Schmalspurgleisen mit einer Spurweite von 600 mm verbunden. Zur aktiven Zeit der Ziegelei soll eine Dampflokomotive im Einsatz gewesen sein.
Im Laufe der Jahre waren vier Feldbahnlokmotiven von Kastrup maskinfabrik (KM) und Peddershaab maskinfabrik (PM) im Einsatz. Für den Museumsbetrieb ist die zweiachsige benzinmechanische Lokomotive mit der Baunummer PM 332/1941 vorhanden, die 2013 vollständig renoviert wurde.
2015 wurde die gesamte Strecke umfassend saniert.